# Deutsche Fußball-Amateurmeisterschaft 1951
Deutscher Fußball-Amateurmeister 1951 wurde der ATSV Bremen 1860. Der Wettbewerb wurde erstmals in diesem Jahr ausgetragen. Im Finale in Berlin siegte Bremen am 30. Juni 1951 im Olympiastadion vor 70.000 Zuschauern mit 3:2 gegen den Karlsruher FV.

## Teilnehmende Mannschaften
Es nahmen 15 Amateurvertreter aus den Landesverbänden an der Vorrunde teil. Der Cronenberger SC hatte ein Freilos.

## Vorrunde
Die Spiele fanden am 3. Juni 1951 statt.
|                  | Ergebnis  |                     |
| ---------------- | --------- | ------------------- |
| Heider SV        | 4:2       | SC Union 03 Hamburg |
| SSV Troisdorf 05 | 4:1       | VfL Neuwied         |
| VfL Nord Berlin  | 1:4       | ATSV Bremen 1860    |
| SSV Delmenhorst  | 2:1       | SpVgg Röhlinghausen |
| Borussia Fulda   | 1:0       | TSC Zweibrücken     |
| Karlsruher FV    | 3:2       | FC 08 Villingen     |
| 1. FC Bayreuth   | 0:1 n. V. | VfL Sindelfingen    |

## Viertelfinale
Die Spiele fanden am 10. Juni 1951 statt.
|                  | Ergebnis |                                 |
| ---------------- | -------- | ------------------------------- |
| ATSV Bremen 1860 | 3:0      | Heider SV                       |
| SSV Delmenhorst  | 2:3      | Cronenberger SC                 |
| SSV Troisdorf 05 | 3:1      | Borussia Fulda                  |
| VfL Sindelfingen | 0:2      | Karlsruher FV Wdhlg.am 17.06.51 |

## Halbfinale
Die Spiele fanden am 24. Juni 1951 statt.
|                 | Ergebnis  |                  |
| --------------- | --------- | ---------------- |
| Cronenberger SC | 0:2 n. V. | ATSV Bremen 1860 |
| Karlsruher FV   | 3:1       | SSV Troisdorf 05 |

## Finale
| ATSV Bremen 1860                                                             | ATSV Bremen 1860 | Karlsruher FV | Karlsruher FV |
| ---------------------------------------------------------------------------- | --- | --- | ------------- |
| ATSV Bremen 1860                                                             | \| Samstag, 30. Juni 1951 in Berlin (Olympiastadion) \| \| Ergebnis: 3:2 (1:0) \| \| Zuschauer: 70.000 (anschließend fand das Endspiel der Vertragsspieler statt) \| \| Schiedsrichter: Pucha (Berlin) \|        | \| Samstag, 30. Juni 1951 in Berlin (Olympiastadion) \| \| Ergebnis: 3:2 (1:0) \| \| Zuschauer: 70.000 (anschließend fand das Endspiel der Vertragsspieler statt) \| \| Schiedsrichter: Pucha (Berlin) \| | Karlsruher FV |
| ATSV Bremen 1860                                                             | Herbert Otten – Helmut Stehmeier, Herbert Scherrer, Helmut Neumann, Arnold Neuhauß, Werner Meseberg, Karl-Heinz Nagel, Helmut Haase, Friedrich Körner, Kalle Kraatz, Willi Schröder Cheftrainer: Helmut Bergmann | Erwin Ratzel – Simon Weber, Heinz Buhlinger, Kurt Ehrmann, Alfons Kittlitz, Erich Heeger, Fritz Scheurer, Otto Koch, Willi Ott, Erich Benz, Hugo Kittlitz Cheftrainer: Karl Striebinger                   | Karlsruher FV |
| ATSV Bremen 1860                                                             | 1:0 Schröder (44.) 2:0 Schröder (47.) 3:0 Körner (54.) | 3:1 Hugo Kittlitz (65.) 3:2 Ehrmann (70.) | Karlsruher FV |
| Samstag, 30. Juni 1951 in Berlin (Olympiastadion)                            | | |               |
| Ergebnis: 3:2 (1:0)                                                          | | |               |
| Zuschauer: 70.000 (anschließend fand das Endspiel der Vertragsspieler statt) | | |               |
| Schiedsrichter: Pucha (Berlin)                                               | | |               |